# Peligrosamente infiltrada
Peligrosamente infiltrada (titulada originalmente en inglés So Undercover) es una película de comedia estadounidense dirigida por Tom Vaughan, escrita por Allan Loeb y Steven Pearl, y protagonizada por Miley Cyrus. La película fue estrenada por primera vez en los Emiratos Árabes Unidos el 9 de septiembre de 2011 y distribuida directamente para vídeo en los Estados Unidos el 5 de febrero de 2013. La película ha sido estrenada en los cines de solo 13 países en todo el mundo.

## Sinopsis
Molly es una adolescente detective privada que trabaja para pagar las deudas de su padre. Sus habilidades para fotografiar esposos infieles llama la atención del agente Armon del FBI, quien decide contratarla para ir de incógnito a una hermandad universitaria y proteger a la hija de un hombre que testificará contra unos importantes mafiosos. Para pasar desapercibida, Molly tiene que dejar atrás su imagen vulgar y desalineada para convertirse en una chica sofisticada.

## Reparto
- Miley Cyrus como Molly Morris/Brook Stonebridge.
- Jeremy Piven como Armon Ranford.
- Mike O'Malley como Sam Morris.
- Lauren McKnight como Alex Patrone.
- Josh Bowman como Nicholas Dexter.
- Kelly Osbourne como Becky Slotsky.
- Eloise Mumford como Sasha Stolezinsky/Suzy Walters.
- Megan Park como Cotton Roberts.
- Morgan Calhoun como Hunter Crawford.
- Alexis Knapp como Taylor Jaffe.
- Autumn Reeser como Bizzy.
- Matthew Settle como Profesor Talloway.

## Producción

### Casting
En , se dio a conocer que Miley Cyrus interpretaría a Molly Morris, Mike O'Malley interpretaría al padre de Molly, Jeremy Piven interpretaría a Armon, Kelly Osbourne interpretaría a Becky y Josh Bowman interpretaría a Nicholas, como también se anunció que formarían parte del reparto los actores Eloise Mumford, Lauren McKnight y Matthew Settle, entre otros.[cita requerida]

### Rodaje
El rodaje de la película comenzó el 13 de diciembre de 2010 en la Universidad Tulane en Nueva Orleans, Luisiana y terminó en enero de 2011. El 15 de agosto de 2011, nuevas escenas comenzaron a ser filmadas en la Universidad de California en Los Ángeles, terminadas días después. Se suponía que el rodaje tendría lugar en Sídney, Australia, pero esto fue cancelado por razones no reveladas.[cita requerida]

## Lanzamiento
El rodaje de la película comenzó a finales de  y terminó a principios de . En 3 de 2011, Exclusive Media Group, la productora de la película, anunció que The Weinstein Company había adquirido los derechos de distribución en Estados Unidos, y que la película se estrenaría en 10 de 2011. Sin embargo, la película no fue estrenada en 10 de 2011 en los Estados Unidos, pero se estrenó en septiembre del mismo año en los Emiratos Árabes Unidos. En 10 de 2012, el tráiler del Reino Unido fue lanzado, el cual reveló que el 7 de octubre de 2012 se lanzaría la película en los cines de ese país. Más tarde, la distribuidora Millennium Films anunció que había adquirido los derechos de distribución de la película en Estados Unidos, diciendo que la película tendría un lanzamiento directamente para vídeo en el país el 5 de febrero de 2013. La película ha sido estrenada en los cines de trece países en todo el mundo; siete de Europa, cuatro de Asia, uno de África y uno de Eurasia. En Australia, Peligrosamente infiltrada tuvo un lanzamiento directamente para vídeo como en Estados Unidos el 10 de abril de 2013.[cita requerida]

## Recepción de la crítica
La película ha recibido un 6% de reseñas positivas en el sitio web estadounidense Rotten Tomatoes.[cita requerida]

## Formato casero
Peligrosamente infiltrada fue lanzada directamente para vídeo en DVD, Blu-Ray, descarga digital y VOD el 5 de febrero de 2013 en Estados Unidos.

### Posiciones en iTunes
| País                      | Lista                    | Mejor posición    |      |
| 2013                      | 2013                     | 2013              | 2013 |
| ------------------------- | ------------------------ | ----------------- | ---- |
| Bandera de Estados Unidos | iTunes US Movies         | 1[cita requerida] |      |
| Bandera de Australia      | iTunes Australian Movies | 1[cita requerida] |      |
| Bandera de Estados Unidos | iTunes US Movies Rentals | 1[cita requerida] |      |
| Bandera de Canadá         | iTunes Canadian Movies   | 7[cita requerida] |      |
| Bandera del Reino Unido   | iTunes UK Movies         | 4[cita requerida] |      |
| Bandera del Reino Unido   | iTunes UK Movies Rentals | 2[cita requerida] |      |

## Lanzamientos mundialmente
| País           | Fecha de lanzamiento | Formato                 | Recaudación |
| -------------- | -------------------- | ----------------------- | ----------- |
| Norteamérica   |                      |                         |             |
| Estados Unidos | 5 de febrero de 2013 | Directamente para vídeo | —           |
| Canadá         |                      | —                       | —           |
| Europa         |                      |                         |             |
|                |                      |                         | —           |
|                |                      |                         | —           |
|                |                      |                         | —           |
|                |                      |                         | —           |
|                |                      |                         | —           |
|                |                      |                         | —           |
|                |                      |                         | —           |
| Asia           |                      |                         |             |
|                |                      |                         | —           |
|                |                      |                         | —           |
|                |                      |                         | —           |
|                |                      |                         | —           |

| Fechas de estreno (Fuente: Release Dates IMDb) |                                           |             |                                   |
| País                                           | Fecha de estreno                          | País        | Fecha de estreno                  |
| Baréin                                         | 6 de diciembre de 2012                    | Israel      | 6 de diciembre de 2012            |
| Emiratos Árabes Unidos                         | 6 de diciembre de 2012                    | Reino Unido | 8 de diciembre de 2012            |
| Irlanda                                        | 7 de diciembre de 2012                    | Kuwait      | 13 de diciembre de 2012           |
| Islandia                                       | 14 de diciembre de 2012                   | Bélgica     | 19 de diciembre de 2012           |
| Países Bajos                                   | 20 de diciembre de 2012                   | Rusia       | 3 de enero de 2013                |
| Singapur                                       | 17 de enero de 2013                       | Líbano      | 24 de enero de 2013               |
| Estados Unidos                                 | 5 de febrero de 2013 (Solo DVD Y Blu Ray) | Filipinas   | 20 de marzo de 2013               |
| Grecia                                         | 25 de abril de 2013                       | Suecia      | 15 de mayo de 2013 (DVD Premiere) |
| España                                         | 4 de octubre de 2013                      |             |                                   |

## Taquilla
| Recaudaciones (Fuente: Box Office Mojo) |                            |            |              |                            |            |
| País                                    | Recaudación total (en USD) | Porcentaje | País         | Recaudación total (en USD) | Porcentaje |
| Emiratos Árabes Unidos                  | $214,234                   | 40%        | Reino Unido  | $297,423                   | 53.6%      |
| Islandia                                | $18,427                    | 34.8%      | Países Bajos | $753,681                   | 13.4%      |
| Bélgica                                 | $154,767                   | 34.8%      | Rusia        | $375,683                   | 33.8%      |
| Singapur                                | $65,837                    | 51.4%      | Tailandia    | $15,973                    | 100%       |
| Ucrania                                 | $49,500                    | 100%       | Filipinas    | $27,430                    | 100%       |
| Sudáfrica                               | $196,234                   | 100%       |              |                            |            |
| TOTAL                                   | $2,169,199                 | 100%       |              |                            |            |